# Emil Honegger

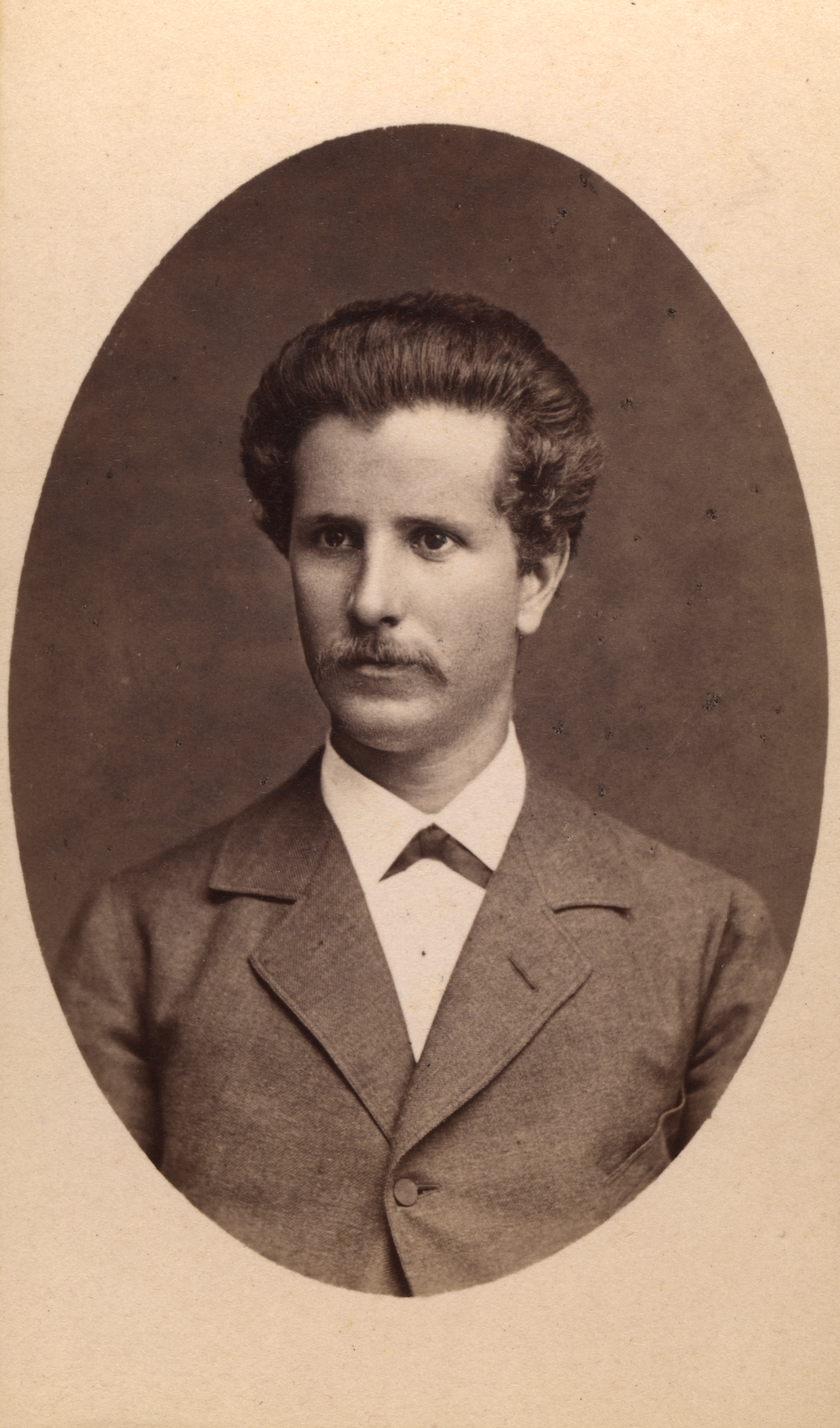
Emil Honegger, 1884

Emil Honegger (* 29. April 1892 in Bergamo; † 2. Dezember 1983 in Zürich) war ein Schweizer Maschinenbauingenieur.

## Leben
Emil Honegger wurde am 29. April 1892 als Sohn des Kaspar Honegger und der Berta, geborene Egli, in Bergamo geboren. Von 1911 bis 1915 belegte er ein Maschineningenieurstudium an der ETH Zürich, das er 1919 mit dem Doktorat abschloss. In den Jahren 1920 bis 1931 fungierte er als Leiter des Materialprüfungslabors bei der BBC. Daneben wirkte er von 1923 bis 1931 als Privatdozent für Materialprüfungswesen, von 1931 bis 1934 als ausserordentlicher Professor sowie von 1934 bis 1964 als ordentlicher Professor, am neu geschaffenen Lehrstuhl für Textilmaschinenbau und Textilindustrie an der ETH Zürich. In diesen Funktionen erwarb sich Honegger internationales Ansehen mit grundlegenden Arbeiten zu neuen Messverfahren und Berechnungsmethoden in der textilen Materialtechnik sowie zur Mechanik der Ringspinntechnik und zur Dynamik des Webstuhls. Vom britischen Textil-Institute wurde Honegger als erster Nicht-Engländer zum Vizepräsidenten ernannt.
Emil Honegger, der mit Ida, der Tochter des Politikers Albert Locher, verheiratet war, verstarb am 2. Dezember 1983 im Alter von 91 Jahren in Zürich.